# وسنبون

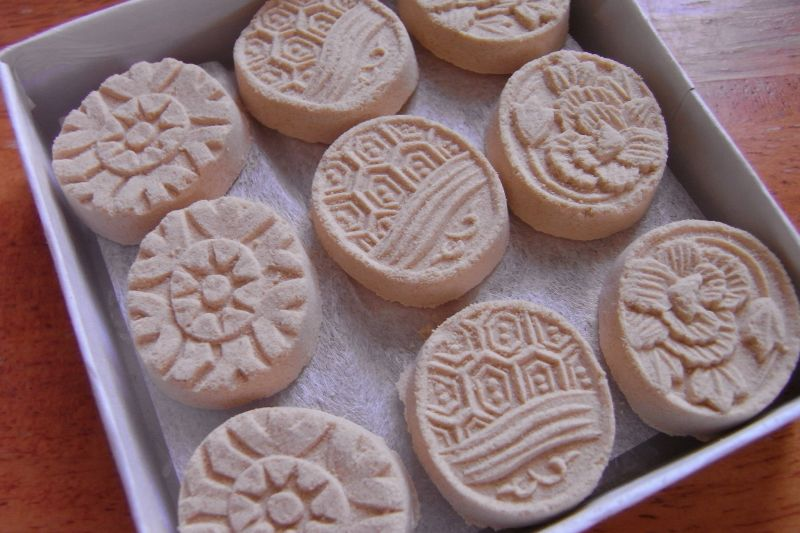
الوَسَنبون، عندما تضعه في فمك، فإنه يذوب بسرعة.

الوَسَنبون (باللغة اليابانية 和三盆) هو نوع من سكر الحبوب الناعم الياباني الذي يتم تحضيره تقليديًا في محافظة توكوشيما ومحافظة كاغاوا في منطقة شيكوكو . هذا النوع من السكر هو أحد المكونات المستخدمة في واغاشي أو الحلويات اليابانية التقليدية. يتم الحصول على هذا النوع من السكر من نوع من قصب السكر يسمى تاكيتو (竹 糖) أو تشيكوشا (竹 苖) ، موطنه الأصلي منطقة شيكوكو في اليابان. يعد هذا النوع من السكر غالي الثمن.